# Jardín botánico de Moraleja de Enmedio
El denominado Parque-Jardín Botánico de Moraleja de Enmedio es un jardín botánico de unos 15 000 metros cuadrados de extensión, situado en Moraleja de Enmedio, dentro de la comunidad autónoma de Madrid, en España.

## Localización
Parque-Jardín Botánico de Moraleja de Enmedio Moraleja de Enmedio, Comunidad de Madrid España.
Planos y vistas satelitales.40°15′38″N 3°51′8″O / 40.26056, -3.85222
La entrada es libre y gratuita.

## Historia
El Parque Jardín Botánico de Moraleja de Enmedio lo diseñó Ángel Díaz Montes(entonces Alcalde de Moraleja de Enmedio).
Hoy en día este parque se llama "Arroyo del Caño".

## Colecciones
En este parque las plantas están etiquetadas para que el público en general aprendan y conozcan las plantas, y de este modo las respeten y puedan apreciarlas.
Este parque presenta una función lúdica, pero a la vez una misión pedagógica y ecológica, ayudando a la preservación de plantas autóctonas que están en vías de extinción.
Alberga unas 100 familias de plantas y 477 especies diferentes. Siendo de destacar por su nutrida representación las familias Rosaceae, Asteraceae, y Lamiaceae.